# Die Spieler vom „Grand-Café“
Die Spieler vom „Grand-Café“ (Originaltitel Ceux du Grand Café) ist eine Erzählung von Georges Simenon, in der der inzwischen pensionierte Kommissar Maigret in der Provinz ermittelt. Das zur Reihe der Maigret-Romane und -Erzählungen gehörende Werk entstand im April 1938 in La Rochelle oder bereits einen Monat zuvor in Porquerolles. Die Erzählung erschien nach dem Vorabdruck am 12. August 1938 in der Zeitschrift Police-Film, in Buchform in dem Erzählband Les Nouvelles Enquêtes de Maigret bei Gallimard in der Ausgabe von 1967. In deutscher Übersetzung von Inge Giese erschien sie erstmals 1989 als eine von vier Erzählungen im Band Maigret und Stan der Killer bei Diogenes.

## Handlung

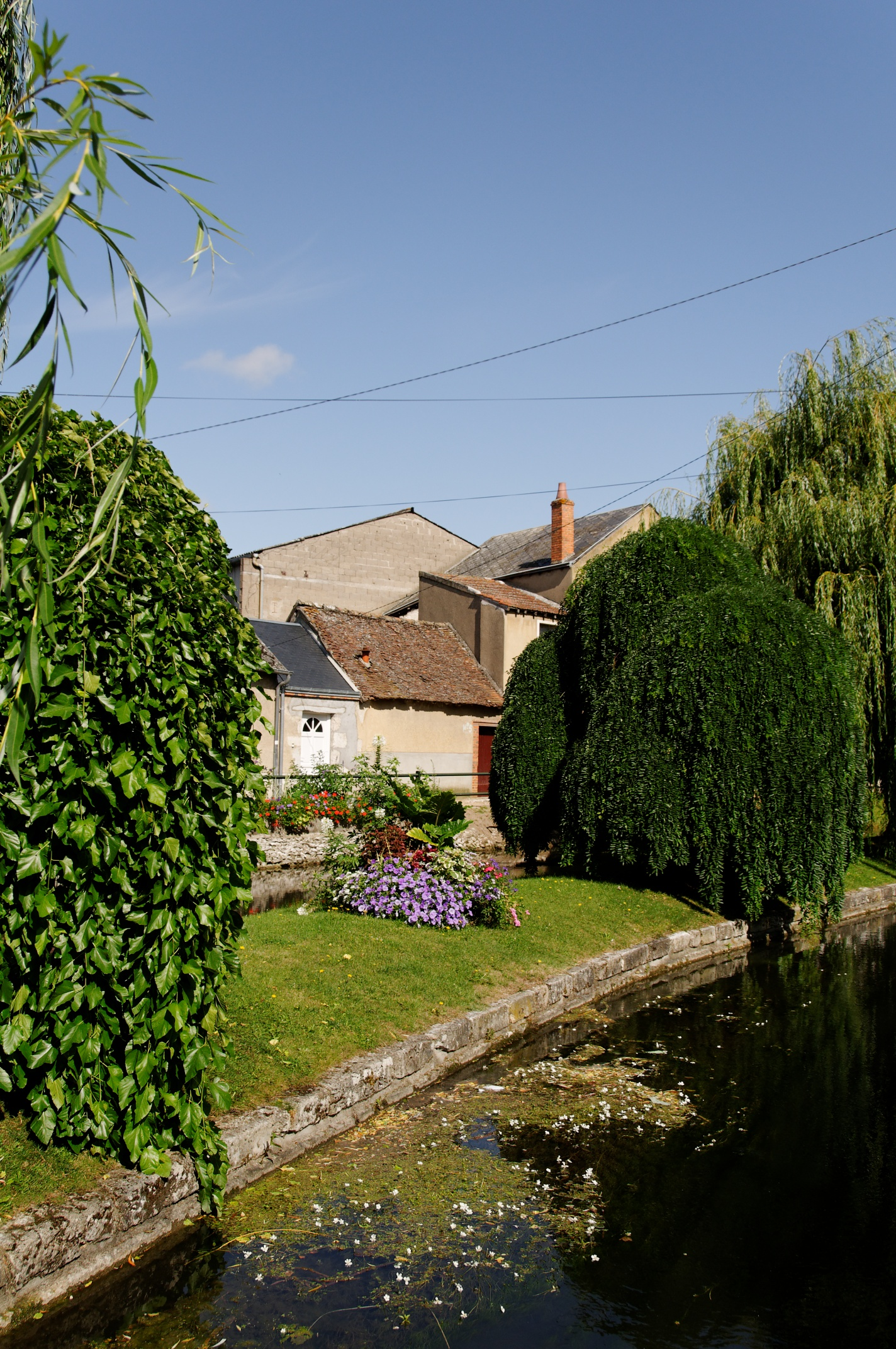
Meung-sur-Loire

Maigret, der inzwischen im Ruhestand ist und in der Provinzstadt Meung-sur-Loire lebt, hat sich zur Angewohnheit gemacht, mit den regelmäßigen Besuchern des örtlichen Grand-Café Karten zu spielen. Er lernt die Stützen der Stadt kennen: den Bürgermeister, den Tankstellenbesitzer, den Fleischer und den Wirt. Ihm bleiben nicht die Probleme in den Ehen des Wirtes und des Metzgers verborgen. Der Ex-Kommissar genießt das Rentnerdasein, bis sich eines Tages in der Kleinstadt ein Drama ereignet: Hubert, der Metzger von Meung, einer seiner abendlichen Spielpartner, wird tot am Stadtrand in der Fahrerkabine seines Lastwagens gefunden, mit einer Kugel in seiner Brust, angeblich Mord, möglicherweise weil er sich zu seinem Notar begeben hatte, um eine hohe Geldsumme zu hinterlegen, was er leichtsinnigerweise im Grand-Café erzählte. Maigret mutmaßt aber, es könnte sich um eine Liebesaffäre handeln, mit Angèle, dem Hausmädchen im Grand-Café. Die Stadtoberen von Meung fordern den früheren Kommissar auf, sich mit dem Fall zu befassen, obwohl Maigret dies zunächst strikt zurückweist. Alle Informationen, die man an ihn heranträgt, ignoriert er. Alle Bekenntnisse und Beichten, die Dorfbewohner ihm vortragen, weist er zurück. Er verkracht sich aufgrund seiner Gleichgültigkeit in diesem Fall sogar fast mit seiner Frau. Um seine Ruhe zu haben, schlägt Maigret nun die Kartenpartien im Grand-Café aus und verkriecht sich in seinem Haus. Das hindert ihn aber nicht, dass er sich weiter mit dem Fall beschäftigt. 
Die offizielle Untersuchung kommt nicht voran. Man weiß in der Stadt, dass der Metzger und auch der Inhaber des Grand-Café, Urbain, hinter Angèle her waren. Es waren allerdings die Avancen des Wirts, die das Hausmädchen bewogen, zu bereit zu sein, ins Ausland zu gehen. Hubert war völlig desillusioniert und verzweifelt daran, dass ihm Angèle weggeschnappt wurde. Daher beschloss er, seinem Leben ein Ende zu setzen, ohne jedoch seiner Frau und seinem Sohn zu schaden. Um seine Familie abzusichern, schloss er eine Lebensversicherung ab, aber ein Suizid hätte zur Annullierung dieser Versicherung geführt. Deshalb verschleierte Hubert ihn sorgfältig als Mord. Die offizielle Untersuchung des Falls wurde nie abgeschlossen; die Frau des Metzgers verließ Meung mit ihrem Sohn. Drei Jahre später erklärte Maigret seiner Frau, warum er Stillschweigen über die Angelegenheit walten lässt.

## Ausgaben
Die Erzählung wurde nach ihrer Erstveröffentlichung 1938 bzw. 1967 in die Simenon-Werkausgaben Œuvres complètes (Lausanne, Editions Rencontre, 1967–1973) in Band IX, in Tout Simenon (Paris, Presses de la Cité, 1988–1993) in Band 25 und in Tout Simenon (Paris, Omnibus, 2002–2004) in Band 25 aufgenommen.  In deutscher Übersetzung liegt sie bei Diogenes im 1989 erschienenen Band Maigret und Stan der Killer (ISBN 3-257-21741-2) und im 2009 erschienenen Sammelband Sämtliche Maigret-Geschichten (ISBN 978-3-257-06682-1) vor.